# Київська вулиця (Житомир)
Ки́ївська ву́лиця — одна з центральних магістралей міста Житомира. Розділяє місто на дві частини: Богунський та Корольовський райони.

## Характеристики
Вулиця розташована в центральній та привокзальній частинах міста. Починається з Соборного майдану і закінчується на Привокзальному майдані, проходить через майдан Згоди. 

### Забудова
Історична забудова на початку вулиці формувалась упродовж другої половини XVIII ст. — середини XIX ст.; на ділянці від вулиці Небесної Сотні до Привокзального майдану — у другій пол. ХІХ ст. Сучасна забудова формувалася переважно протягом 1950 — 1990-х років. Збереглася незначна частка історичної забудови, серед якої наявні й пам'ятки архітектури національного та місцевого значення.

#### Пам'ятки архітектури національного значення[2]
- № 4 — Семінарійський костел Святого Йоана з Дуклі (1838 — 1842 рр. будівництва).

#### Пам'ятки архітектури та історії місцевого значення[2]
- № 10 — будівля готелю (побудови другої половини ХІХ століття);
- № 16 — будинок, в якому проживав М.М. Коцюбинський – український письменник (1873 року будівництва);
- № 18 — церква Св. Михаїла (1856 року будівництва);
- № 37 — центральний універмаг (1962 року будівництва);
- № 82 — кооперативний технікум (1954 — 1960 рр. будівництва).

#### Будівлі
- № 1 — Центр обслуговування абонентів «Київстар»
- № 3 — Готель «Україна»
- № 4 — Семінарійський костел Святого Йоана з Дуклі
- № 12 — Будинок готелю

Центр міста. Будинок побудований у другій половині XIX ст., як готель. Становить собою Г-подібний двоповерховий цегляний будинок. У готелі з вересня 1897 по березень 1989 мешкав український письменник Михайло Коцюбинський. У цьому будинку М. М. Коцюбинського відвідували народоволець та етнограф Л. Я. Штернберг, письменник і етнограф В. Г. Кравченко. На фасаді будинку встановлена меморіальна дошка, присвячена М. М. Коцюбинському. У 1917 році в будинку працювали губернські органи місцевого самоврядування. Під час Німецько-радянської війни будівля була частково зруйнована, у 1949 році відбудована. Наприкінці XX ст. у будинку розміщувався готель «Михайловград-2», а зараз кафе та офіси.
- № 13 — Кінотеатр «Україна»
- № 18 — Свято-Михайлівський кафедральний собор
- № 20 — Головпоштамт, Житомирська філія ПАТ «Укртелеком»
- № 37 — Центральний універсальний магазин (ЦУМ)
- № 43 — Комунальне виробниче житлове ремонтно-експлуатаційне підприємство №8
- № 45 — Житомирський обласний літературний музей
- № 49 — Загальноосвітня школа І—ІІІ ступенів № 17
- № 51 — Фізкультурно-спортивне товариство «Спартак»
- № 77 — Торговельно-розважальний центр «Глобал UA» (колишній «Житомирський мебельний комбінат»)
- № 82 — Житомирський кооперативний коледж бізнесу і права
- № 87 — Торговий центр «Старт» (колишній «Будинок Взуття», «Темпо»)
- № 93 — Автовокзал
- № 102 — № 106 — Комплекс чотирнадцятиповерхівок («свічок») біля майдану Мистецькі ворота.

## Історія
Ділянка Київської вулиці між сучасними майданами Соборним та Згоди здебільшого повторює траєкторію стародавнього шляху, що вів з Житомирського замку через Вереси, Гадзинку, Студеницю на місто Радомишль і далі на Київ. Вулиця сформувалася з цього шляху в XVII столітті. У XVIII столітті мала назву Великий шлях на Вереси. Зустрічається також назва Дорога на село Вацьків. Названий шлях приблизно відповідав сучасній трасі Київської вулиці на ділянці від Соборного майдану і до майдану Згоди, хоча тоді він робив незначні повороти, обходячи природні перепони (болітця, невеликі озера, пагорби тощо). Два найбільш суттєві повороти вулиці зафіксовані також у її сучасній топографії (біля сучасних кінотеатру «Україна» та будинку № 28). Східніше майбутнього перехрестя з вулицею Князів Острозьких, шлях на Вереси відхилявся у північному напрямі. Від старого шляху залишились окремі фрагменти у вигляді нинішніх Деревообробного, Товарно-Вантажного провулків, а також вулиці Саєнка.
У 1781 році в тодішніх межах міської забудови (до сучасної вулиці Небесної Сотні) шлях на Вереси являв собою міську вулицю Довгу. Далі на схід, вулиця Довга перетворювалася на широку (ширина місцями досягала 19 — 38 м) заміську дорогу.
У першій половині ХІХ століття забудова обабіч вулиці продовжилася на північний схід та завершувалася в районі нинішнього стадіону «Спартак». На цьому місці був встановлений міський шлагбаум. Далі від старого шляху на Радомишль брали початок: дорога до Старогончарної вулиці (донині зберігся фрагмент у вигляді Гончарного провулка), польовий проїзд до одного з хуторів в районі нинішнього перехрестя вулиць Івана Мазепи та Гоголівської (нині зберігся фрагмент у вигляді Тютюнового провулка), дорога до садиби Гейнча (нині зберігся фрагмент у вигляді провулка Художника Канцерова), дорога до хуторів в районі нинішнього Виноградного провулка, а також шлях на Вацків (дотепер зберігся фрагмент у вигляді Вацківського провулка). Межа міських земель тоді проходила паралельно нинішньому Тютюновому провулку.
В процесі будівництва нового Брест-Литовського шосе, що здійснювалося у 1850-х роках, змінилася й траса Київської вулиці. Нове шосе увійшло в місто з напрямку Вацкова (Глибочиці) в районі нинішнього залізничного вокзалу, і вулиця отримала своє пряме продовження в бік центру. Траса вулиці на ділянці між нинішніми вулицею Небесної Сотні та Привокзальним майданом була вирівняна згідно з проєктом Брест-Литовського шосе. 
У другій половині ХІХ століття в ході реалізації генерального плану 1845 — 1855 рр., яким передбачалася радіально-кільцева структура міських вулиць, сформувалася низка перехресть Київської вулиці з новозбудованими згідно з цим генпланом вулицями, що нині відомі як Покровська, Небесної Сотні, Хлібна, Князів Острозьких та Івана Мазепи. Тим часом Східна вулиця, уздовж якої передбачалася східна межа Житомира, в районі перехрестя з Київською вулицею сформувалася лише у другій половині ХХ ст.
Станом на початок ХХ століття забудова Київської вулиці сформована. Частина вулиці між нинішніми Соборним майданом та вулицею Небесної Сотні переважно забудована дохідними дво- триповерховими будинками; далі на схід зосереджувалася одноповерхова садибна житлова забудова, за винятком двоповерхового житлового будинку у стилі модерн (1907 року побудови), дохідного будинку Фельденкрайза з літнім театром «Аркадія» (неподалік нинішнього Паркового провулка), будівлі, де в 1920 —1970-х роках буде розміщуватися школа № 17 (на розі з Хлібною вулицею), а також промислових будівель чавунно-ливарного заводу братів Линників (між нинішніми майданом Згоди та Меблевим провулком).
У 1899 році вулицею Київською почав курсувати пасажирський трамвай.
У 1910-х роках передбачалось будівництво міської трамвайної лінії «Житомир-Київ», яка мала починатися на Київському шосе від сучасного Київського мосту. Але будівництво не було здійснено. У 1914 році через новопобудовану залізничну магістраль «Житомир-Коростень» було споруджено перший в Житомирі дерев'яний шляхопровід (нині Київський міст), замінений у повоєнні роки на залізобетонний і реконструйований в 1980 році. Міст, по суті, розділив Київську вулицю на дві частини: привокзальну і завокзальну. До 1970-х р. Київська вулиця на відрізку між сучасними майданом Згоди і Київським мостом ще зберігала параметри старого Брест-Литовського шосе (центральна проїзна частина у вигляді вузького шосе по обидва боки обмежувалась двома рядами пірамідальної тополі, за якими ще діяли дренажні канави, а потім йшли місцеві проїзди). Шосе у такому чисто заміському вигляді починалось саме за вул. Східною, яка і була на початку ХХ ст. офіційною міською межею Житомира. 
Станом на 1944 рік, в результаті бойових дій в ході Другої світової війни, значна частка забудови Київської вулиці перетворилася на суцільне згарище. Найбільше постраждала північна сторона вулиці, до нинішньої вулиці Небесної Сотні.
Протягом кінця 1940-х — початку 1960-х років обабіч Київської вулиці, на місці колишніх згарищ, збудовано низку будівель соціального призначення: кінотеатр «Україна», центральний універмаг, торговельно-кооперативний технікум, а також трьох- п'ятиповерхових багатоквартирних житлових будинків з вбудованими магазинами на перших поверхах. При спорудженні даних будинків враховувався максимум зручностей для мешканців: високі стелі, паркетні підлоги, зручне планування, привабливе зовнішнє оздоблення. З початку 1960-х років споруджувалося переважно «типове» житло з цегли та керамзитобетонних панелей, яке відзначалося примітивним внутрішнім плануванням та зовнішнім оздобленням.
У 1956 році вздовж Київської вулиці демонтовано трамвайну колію.
У 1962 році Київською вулицею змонтовано першу лінію тролейбусу від центру до залізничного вокзалу. Тролейбусний рух розпочато 1 травня 1962 року.
З 1974 по 1980-й роки згадана ділянка вулиці між сучасними майданами Згоди і Привокзальним була суттєво реконструйована і перетворена на бульвар. Центральною алеєю бульвару й слугувала власне колишня вузька проїжджа частина старого Брест-Литовського шосе, а смугами для руху — колишні смуги відведення з дренажними канавами вздовж старого шосе. У 1980 році алею посередині бульвару знесли і суттєво розширили проїжджу частину вулиці.
У 1980 —1990-х роках вздовж Київської вулиці постала низка 14-поверхових багатоквартирних житлових будинків, на місці виставки досягнень народного господарства, що діяла з кінця 1950-х — протягом 1960-х років.
У 2008 році на площах меблевої фабрики відкрито найбільший регіональний торговельно-розважальний центр «Глобал UA».

### Історія назви вулиці
До початку XIX ст. вулиця мала назву Великий Вересівський Шлях, у 1800 році - відома під назвою Велика дорога на Радомишль, з початку XIX ст. до 1924 року – Київська (у середині XIX ст. на планах міста зустрічається назва Велика Київська вулиця). З 1920 по 1941 рік та з 1944 по 1991 рік — вул. Леніна. 
У 1942-1943 роках, у період тимчасової німецько-фашистської окупації, мала назву вул. Рейхенау (Reichenaustrasse) – за прізвищем генерал-фельдмаршала Вермахту Вальтера Рейхенау. З 1991 року рішенням сесії міської ради вулиці було повернуто її історичну назву Київська вулиця. Історична назва є компасним топонімом – вулиця веде в напрямку Києва і після Київського мосту переходить у Київське шосе, яке в 1992 р. виокремилося з вулиці Київської у самостійний топонімічний об'єкт.

## Галерея
|                                     |
| Вулиця Київська (фото 1900-х років) |

|                                        |
| Свято-Михайлівський кафедральний собор |

|                                             |
| Семінарійський костел Святого Йоана з Дуклі |

|                  |
| Готель «Україна» |

|                                        |
| Мурал на будинку по вул. Київській, 73 |

|             |
| Ворота ВДНГ |